# Мхитарян, Анаид Хачатуровна
Анаид Хачатуровна Мхитарян (род. 7 марта 1984) — российская дзюдоистка и самбистка, чемпионка и призёр чемпионатов России по дзюдо, призёр чемпионата России по самбо, призёр абсолютного чемпионата Европы, мастер спорта России международного класса. Выступала в полутяжёлой (до 78 кг), тяжёлой (свыше 78 кг) и абсолютной весовых категориях. Представляет Вооружённые силы (Нягань). Член сборной команды России с 2007 года.

## Спортивные результаты
- Чемпионат России по дзюдо 2005 года — ;
- Чемпионат России по дзюдо 2006 года — ;
- Чемпионат России по дзюдо 2007 года — ;
- Чемпионат России по дзюдо 2008 года — ;
- Чемпионат России по дзюдо 2009 года — ;
- Чемпионат России по дзюдо 2010 года — ;
- Чемпионат России по дзюдо 2011 года — ;
- Чемпионат России по дзюдо 2012 года — ;
- Чемпионат России по дзюдо 2014 года — ;
- Чемпионат России по дзюдо 2015 года — ;
- Чемпионат России по дзюдо 2016 года — ;
- Чемпионат России по самбо 2016 года — ;